# Stamnodes pallula
Stamnodes pallula är en fjärilsart som beskrevs av Mcdunnough 1941. Stamnodes pallula ingår i släktet Stamnodes och familjen mätare. Inga underarter finns listade i Catalogue of Life.